# 天名地鎮
天名地鎮（あないち）は、神代文字の一種。「天妙地鋭」や「阿奈以知」とも表記される。磨迩字（まにな）、六行成字（むさしもじ）、ウマシアシカビ字とも呼ばれる。今日では「神代」に実在した文字ではないとされている。

## 特徴
日本語の五十音を表す47種の文字からなり、直線と点によって構成された子音と母音に相当する字母の組み合わせによって、一つの文字が形成されている。ほかに一から十までの数を表す文字、百・千・万・億の位を表す文字もある。
アナイチという名称は「穴一」と呼ばれる遊戯に用いる印と形状が似ていることに由来する。またマニナという名称は「マニ」と呼ばれる太占の卜兆に由来し、ムサシモジという名称は「六行成」と呼ばれる碁遊びに由来する。
対馬市の雷（いかつち）神社で行われる亀卜神事では、卦を読む際にアナイチや対馬文字が用いられる。

## 史料
薩摩藩によって1804年（文化元年）に編纂された『成形図説』や、平田篤胤が1819年（文政2年）に著した『神字日文伝』に、アナイチの字形一覧が掲載されており、河内国の「平岡泡輪」神社が所蔵する土器に記されているとあるが、その具体的な内容には触れていない。
鶴峯戊申はアナイチについて、漢字・梵字・ハングル・ラテン文字など世界中のあらゆる文字の起源であると主張し、『釈日本紀秘訓』ではアナイチと片仮名の混ぜ書きが用いられているとする説を唱えた。
国学者落合直澄が1888年（明治21年）に著した『日本古代文字考』では、アナイチが記されているとされる土器の図が掲載されている。
竹内文書には「ウマシアシカビ字」として登場する。